# SOHC

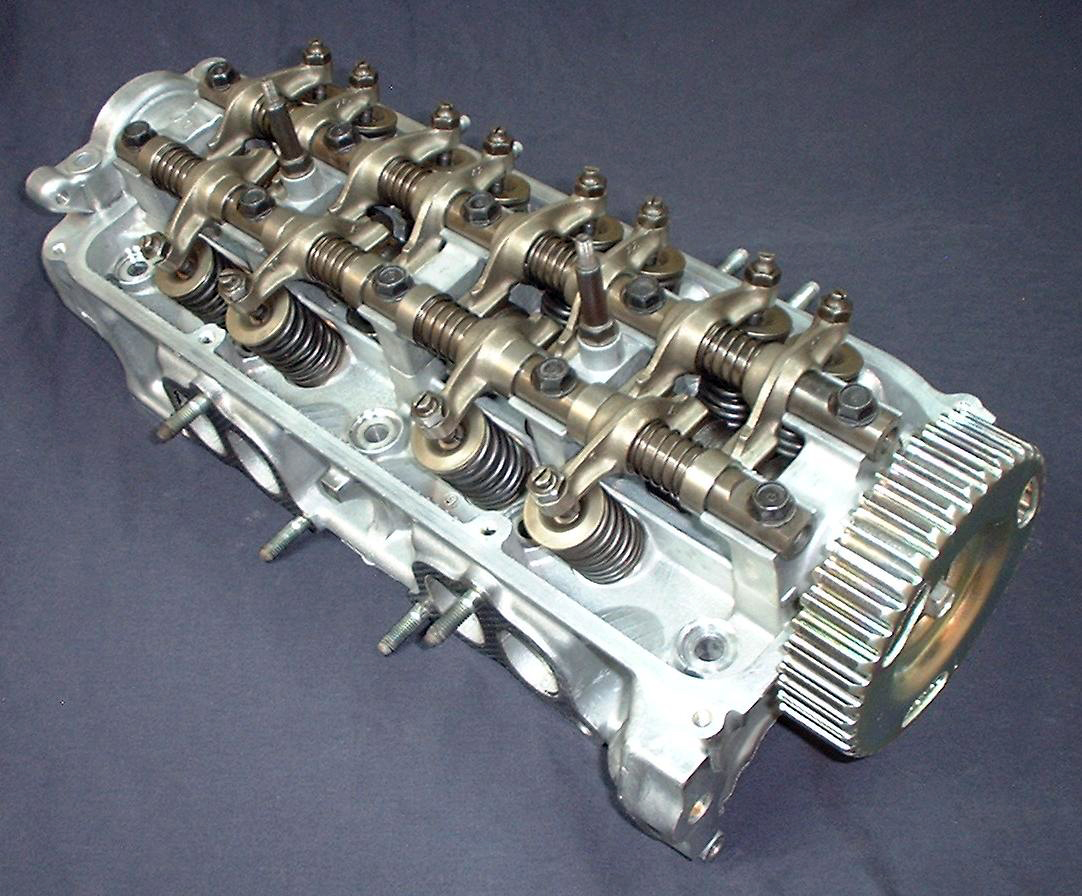

SOHC (SOHC скор. від англ. Single OverHead Camshaft; також, англ. Overhead Camshaft) — компоновка газорозподільного механізму поршневого двигуна внутрішнього згорання.
Двигун з одним розподільним валом і клапанами в головці блока циліндрів у залежності від конфігурації механізму урухомлення клапанів поділяються на двигуни з:
- приводом клапанів коромислами (Москвич-412, старі моделі BMW, Honda) — клапани розташовані з боків від розподільного вала (V-подібно), приводяться в рух насадженими на спільну вісь коромислами, одні кінці яких штовхаються кулачками вала, а інші приводять в рух стержні клапанів;
- приводом клапанів важелями (моделі від ВАЗ-2101 до ВАЗ-2107) — розподільний вал встановлюється над розташованими в ряд клапанами, урухомлює їх через важелі, що спираються на сферичні шарніри, штовхаючи їх кулачками у середній частині важелів. Недолік: підвищена шумність, високі навантаження у зоні контакту кулачка з важелем;
- приводом клапанів штовхачами (ВАЗ-2108) — простий механізм з мінімальною інерцією деталей, у якому розподільний вал розташований безпосередньо над клапанами, які спрямовані тарілками донизу, і переміщає їх через циліндричні штовхачі. Недолік: менша еластичність характеристик двигуна, складне регулювання клапанного проміжку.

Схема SOHC найбільше була поширена із середини 1960-х до 1980-х років. Окремі види двигунів («Renault Logan») випускались і пізніше.